# Championnat II d'Europe féminin de hockey en salle 2024
Navigation
Orense 2022 2026
Le Championnat II d'Europe féminin de hockey en salle 2024 sera la 15e édition du Championnat II d'Europe féminin de hockey en salle. Il se tiendra du 9 au 11 février 2024 à Galway en Irlande.
L'Italie étant censé participer à ce tournoi en tant que promu de Division 3 en 2022, obtient sa promotion à la suite du forfait des Pays-Bas pour la 1re division de l'Euro 2024 à Berlin en Allemagne,.

## Équipes qualifiées
| Événement     | Dates                | Lieu     | Quotas | Qualifiés              |
| ------------- | -------------------- | -------- | ------ | ---------------------- |
| Euro II 2022  | 21 - 23 janvier 2022 | Paredes  | 1      | Irlande                |
| Euro III 2022 | 2 - 4 décembre 2022  | Athiénou | 2      | Slovaquie Portugal     |
| Retours       | 20 décembre 2023     | NC       | 3      | Croatie Lituanie Suède |
| Total         | Total                | Total    | 6      |                        |

## Critères
En cas d'égalité de points de plusieurs équipes à l'issue des matchs de poule, les critères suivants sont appliqués dans l'ordre indiqué pour établir leur classement:
1. Points de chaque équipe,
2. Matchs gagnés,
3. Différence de buts,
4. Buts pour,
5. Plus grand nombre de points obtenus dans les matchs de poule disputés entre les équipes concernées,
6. Buts marqués en plein jeu.

## Poule
| Rang | Équipe      | Pts | J | G | N | P | Bp | Bc | Diff |
| ---- | ----------- | --- | - | - | - | - | -- | -- | ---- |
| 1    | Irlande H   | 13  | 5 | 4 | 1 | 0 | 31 | 10 | +21  |
| 2    | Lituanie    | 12  | 5 | 4 | 0 | 1 | 20 | 8  | +12  |
| 3    | Croatie     | 9   | 5 | 3 | 0 | 2 | 21 | 16 | +5   |
| 4    | Slovaquie P | 5   | 5 | 1 | 2 | 2 | 14 | 18 | -4   |
| 5    | Suède       | 3   | 5 | 1 | 0 | 4 | 12 | 22 | -10  |
| 6    | Portugal P  | 1   | 5 | 0 | 1 | 4 | 6  | 30 | -24  |

| 9 février 2024  | Slovaquie | 1 - 4 | Croatie   |
| 9 février 2024  | Portugal  | 0 - 6 | Lituanie  |
| 9 février 2024  | Irlande   | 7 - 2 | Suède     |
| 9 février 2024  | Slovaquie | 1 - 5 | Lituanie  |
| 9 février 2024  | Suède     | 5 - 0 | Portugal  |
| 9 février 2024  | Irlande   | 5 - 1 | Croatie   |
| 10 février 2024 | Suède     | 1 - 4 | Slovaquie |
| 10 février 2024 | Lituanie  | 4 - 2 | Croatie   |
| 10 février 2024 | Portugal  | 1 - 9 | Irlande   |
| 10 février 2024 | Lituanie  | 4 - 0 | Suède     |
| 10 février 2024 | Croatie   | 7 - 2 | Portugal  |
| 10 février 2024 | Slovaquie | 5 - 5 | Irlande   |
| 11 février 2024 | Croatie   | 7 - 4 | Suède     |
| 11 février 2024 | Portugal  | 3 - 3 | Slovaquie |
| 11 février 2024 | Irlande   | 5 - 1 | Lituanie  |

| Match 1              | Slovaquie     | 1 - 4   | Croatie                                  |                                      |                                      |
| 9 février 2024 10h30 | Chebenova 36e | (0 - 2) | 6e, 19e Nizek · 31e Bedenko · 39e Jelčić | Arbitrage : Teresa Ygeño Katie Howie | Arbitrage : Teresa Ygeño Katie Howie |
| 9 février 2024 10h30 | Rapport       |         |                                          | Arbitrage : Teresa Ygeño Katie Howie | Arbitrage : Teresa Ygeño Katie Howie |

| Match 2              | Portugal | 0 - 6   | Lituanie                                                    |                                        |                                        |
| 9 février 2024 11h45 |          | (0 - 3) | 5e, 12e, 21e Juraité · 17e, 25e Kukliene · 37e Raulinaityté | Arbitrage : Ellie Duffy Una Mihajlović | Arbitrage : Ellie Duffy Una Mihajlović |
| 9 février 2024 11h45 | Rapport  |         |                                                             | Arbitrage : Ellie Duffy Una Mihajlović | Arbitrage : Ellie Duffy Una Mihajlović |

| Match 3              | Irlande                                                        | 7 - 2   | Suède                 |                                        |                                        |
| 9 février 2024 13h00 | Brown 2e, 33e · Power 3e, 11e · McCarlie 16e, 23e · Graham 22e | (4 - 0) | 27e, 40e Von Blanquet | Arbitrage : Alexandra Mahieu Ana Faias | Arbitrage : Alexandra Mahieu Ana Faias |
| 9 février 2024 13h00 | Rapport                                                        |         |                       | Arbitrage : Alexandra Mahieu Ana Faias | Arbitrage : Alexandra Mahieu Ana Faias |

| Match 4              | Slovaquie    | 1 - 5   | Lituanie                                                  |                                   |                                   |
| 9 février 2024 16h00 | Medvikova 4e | (1 - 2) | 10e, 18e Bogdanova · 28e Kukliene · 29e, 39e Raulinaityté | Arbitrage : Ellie Duffy Ana Faias | Arbitrage : Ellie Duffy Ana Faias |
| 9 février 2024 16h00 | Rapport      |         |                                                           | Arbitrage : Ellie Duffy Ana Faias | Arbitrage : Ellie Duffy Ana Faias |

| Match 5              | Portugal | 0 - 5   | Suède                                                      |                                                 |                                                 |
| 9 février 2024 17h15 |          | (0 - 2) | 3e, 32e Thien · 18e Justus · 35e Moberg · 40e Von Blanquet | Arbitrage : Karolina Daukantaité Una Mihajlović | Arbitrage : Karolina Daukantaité Una Mihajlović |
| 9 février 2024 17h15 | Rapport  |         |                                                            | Arbitrage : Karolina Daukantaité Una Mihajlović | Arbitrage : Karolina Daukantaité Una Mihajlović |

| Match 6              | Irlande                                               | 5 - 1   | Croatie   |                                          |                                          |
| 9 février 2024 18h30 | Fulton 4e, 33e · Brown 7e · Robinson 11e · Graham 37e | (3 - 1) | 20e Nizek | Arbitrage : Alexandra Mahieu Katie Howie | Arbitrage : Alexandra Mahieu Katie Howie |
| 9 février 2024 18h30 | Rapport                                               |         |           | Arbitrage : Alexandra Mahieu Katie Howie | Arbitrage : Alexandra Mahieu Katie Howie |

| Match 7               | Slovaquie                                          | 4 - 1   | Suède     |                                           |                                           |
| 10 février 2024 10h30 | Medvikova 19e, 32e · Vyskočová 33e · Pucherova 40e | (1 - 1) | 13e Thien | Arbitrage : Alexandra Mahieu Teresa Ygeño | Arbitrage : Alexandra Mahieu Teresa Ygeño |
| 10 février 2024 10h30 | Rapport                                            |         |           | Arbitrage : Alexandra Mahieu Teresa Ygeño | Arbitrage : Alexandra Mahieu Teresa Ygeño |

| Match 8               | Lituanie                                    | 4 - 2   | Croatie                 |                                   |                                   |
| 10 février 2024 11h45 | Juraité 5e · Kukliene 6e, 9e · Bogdanova 7e | (4 - 1) | 12e Nizek · 23e Bedenko | Arbitrage : Ellie Duffy Ana Faias | Arbitrage : Ellie Duffy Ana Faias |
| 10 février 2024 11h45 | Rapport                                     |         |                         | Arbitrage : Ellie Duffy Ana Faias | Arbitrage : Ellie Duffy Ana Faias |

| Match 9               | Irlande                                                                                  | 9 - 1   | Portugal    |                                              |                                              |
| 10 février 2024 13h00 | Brown 4e · Fox 7e, 32e · Fulton 11e, 24e · Patton 22e, 40e · McCarlie 25e · Robinson 35e | (3 - 1) | 9e Nogueira | Arbitrage : Katie Howie Karolina Daukantaité | Arbitrage : Katie Howie Karolina Daukantaité |
| 10 février 2024 13h00 | Rapport                                                                                  |         |             | Arbitrage : Katie Howie Karolina Daukantaité | Arbitrage : Katie Howie Karolina Daukantaité |

| Match 10              | Lituanie                              | 4 - 0   | Suède |                                        |                                        |
| 10 février 2024 16h00 | Kukliene 12e, 18e, 36e · Grigiene 25e | (2 - 0) |       | Arbitrage : Ellie Duffy Una Mihajlović | Arbitrage : Ellie Duffy Una Mihajlović |
| 10 février 2024 16h00 | Rapport                               |         |       | Arbitrage : Ellie Duffy Una Mihajlović | Arbitrage : Ellie Duffy Una Mihajlović |

| Match 11              | Portugal          | 2 - 7   | Croatie                                                                   |                                              |                                              |
| 10 février 2024 17h15 | Nogueira 15e, 21e | (1 - 6) | 2e Hrupec · 7e, 17e Abramović · 8e, 19e Jelčić · 13e Bedenko · 40e Vajdić | Arbitrage : Katie Howie Karolina Daukantaité | Arbitrage : Katie Howie Karolina Daukantaité |
| 10 février 2024 17h15 | Rapport           |         |                                                                           | Arbitrage : Katie Howie Karolina Daukantaité | Arbitrage : Katie Howie Karolina Daukantaité |

| Match 12              | Irlande                                             | 5 - 5   | Slovaquie                                                        |                                           |                                           |
| 10 février 2024 18h30 | Fox 4e · McCarlie 11e · Power 17e, 40e · Graham 19e | (4 - 1) | 3e Surinova · 26e Vyskočová · 28e, 40e Medvikova · 36e Pucherova | Arbitrage : Alexandra Mahieu Teresa Ygeño | Arbitrage : Alexandra Mahieu Teresa Ygeño |
| 10 février 2024 18h30 | Rapport                                             |         |                                                                  | Arbitrage : Alexandra Mahieu Teresa Ygeño | Arbitrage : Alexandra Mahieu Teresa Ygeño |

| Match 13              | Croatie                                                                                | 7 - 4   | Suède                                              |                                    |                                    |
| 11 février 2024 09h00 | Bedenko 12e, 40e · Jelčić 13e · Buzjak 19e · Petretić 20e · Hrupec 22e · Abramović 30e | (4 - 1) | 17e Schrader · 29e, 38e Moberg · 31e Kalling-Smith | Arbitrage : Teresa Ygeño Ana Faias | Arbitrage : Teresa Ygeño Ana Faias |
| 11 février 2024 09h00 | Rapport                                                                                |         |                                                    | Arbitrage : Teresa Ygeño Ana Faias | Arbitrage : Teresa Ygeño Ana Faias |

| Match 14              | Slovaquie                         | 3 - 3   | Portugal                     |                                              |                                              |
| 11 février 2024 10h15 | Pucherova 9e · Vyskočová 13e, 39e | (2 - 3) | 8e, 15e Nogueira · 15e Nunes | Arbitrage : Ellie Duffy Karolina Daukantaité | Arbitrage : Ellie Duffy Karolina Daukantaité |
| 11 février 2024 10h15 | Rapport                           |         |                              | Arbitrage : Ellie Duffy Karolina Daukantaité | Arbitrage : Ellie Duffy Karolina Daukantaité |

| Match 15              | Irlande                                    | 5 - 1   | Lituanie    |                                        |                                        |
| 11 février 2024 11h30 | Fox 31e, 39e · Brown 32e, 35e · Fulton 34e | (0 - 1) | 20e Juraite | Arbitrage : Katie Howie Una Mihajlović | Arbitrage : Katie Howie Una Mihajlović |
| 11 février 2024 11h30 | Rapport                                    |         |             | Arbitrage : Katie Howie Una Mihajlović | Arbitrage : Katie Howie Una Mihajlović |

## Classement final
| Rang | Équipe      | J | V | N | P | BP | BC | +/- | Pts |
| ---- | ----------- | - | - | - | - | -- | -- | --- | --- |
| 11   | Irlande H   | 5 | 4 | 1 | 0 | 31 | 10 | +21 | 13  |
| 12   | Lituanie    | 5 | 4 | 0 | 1 | 20 | 8  | +12 | 12  |
| 13   | Croatie     | 5 | 3 | 0 | 2 | 21 | 16 | +5  | 9   |
| 14   | Slovaquie P | 5 | 1 | 2 | 2 | 14 | 18 | -4  | 5   |
| 15   | Suède       | 5 | 1 | 0 | 4 | 12 | 22 | -10 | 3   |
| 16   | Portugal P  | 5 | 0 | 1 | 4 | 6  | 30 | -24 | 1   |

|  | Nation promue pour l'Euro 2026 |